# Kaiji Kawaguchi
Kaiji Kawaguchi (川口 開治 or かわぐち かいじ, Kawaguchi Kaiji, Onomichi, 27 juli 1948) is een Japans mangaka. Hij is vooral bekend voor de manga Eagle en Zipang. Zijn verhalen gaan meestal over Japan en over de morele keuzes die mensen in extreme situaties maken. Driemaal ontving hij de Kodansha Manga Prijs: in 1987 voor Actor, in 1990 voor The Silent Service en in 2002 voor Zipang. Hij ontving ook de Shogakukan Manga-prijs voor A Spirit of the Sun in 2006.

## Oeuvre
- Gunka no Hibiki (1975–76), verhaal van Ryo Hanmura
- Terror no Keifu (1975)
- Pro: Mahjong-kai no Hikari to Kage (1981–84)
- Iki ni Kanzu (1983), verhaal van Yujiro Yoshida
- Hard & Loose (1983–87), verhaal van Marley Carib
- Kiba-Ken (1984–85), verhaal van Fumio Azuma
- Actor (1985)
- Ai Monogatari (1987–89)
- The Silent Service (1989)
- Medusa (1990–94)
- Mosaren Bugi (1991–92)
- Shisetsu Tantei Akai Kiba (1991), verhaal van Azusa Katsume
- Gokudou Shippuden: Bakudan (1992)
- Tantei Hammer (1992)
- YELLOW (1995), verhaal van Shinji Miyazaki
- Cocoro (1997)
- Araragi Tokkyu (1997)
- Eagle (1997–2001)
- Ruri no kamikaze (1998)
- Bullet & Beast (1998–99)
- Confession (1999), verhaal van Nobuyuki Fukumoto
- Seizon Life (2000), verhaal van Nobuyuki Fukumoto
- The Battery (2001)
- Kuroi Taiyō (2001)
- Zipang (2001–09)
- A Spirit of the Sun (2003–10)
- Kousetsu Mahjong Shinsengumi (2006–07)
- Ginrou ni Kodoku wo Mita (2007), verhaal van Saho Sasazawa
- Hyōma no Hata (2011–14)
- Boku wa Beatles (2011–12), verhaal van Tetsuo Fujii
- Rijin no Fushigi na Yakyū (Jo) (2012)
- Zipang: Shinsō Kairyū (2012–heden)
- Burai-hen (2013)